# Filmový festival Fakulty informatiky Masarykovy univerzity

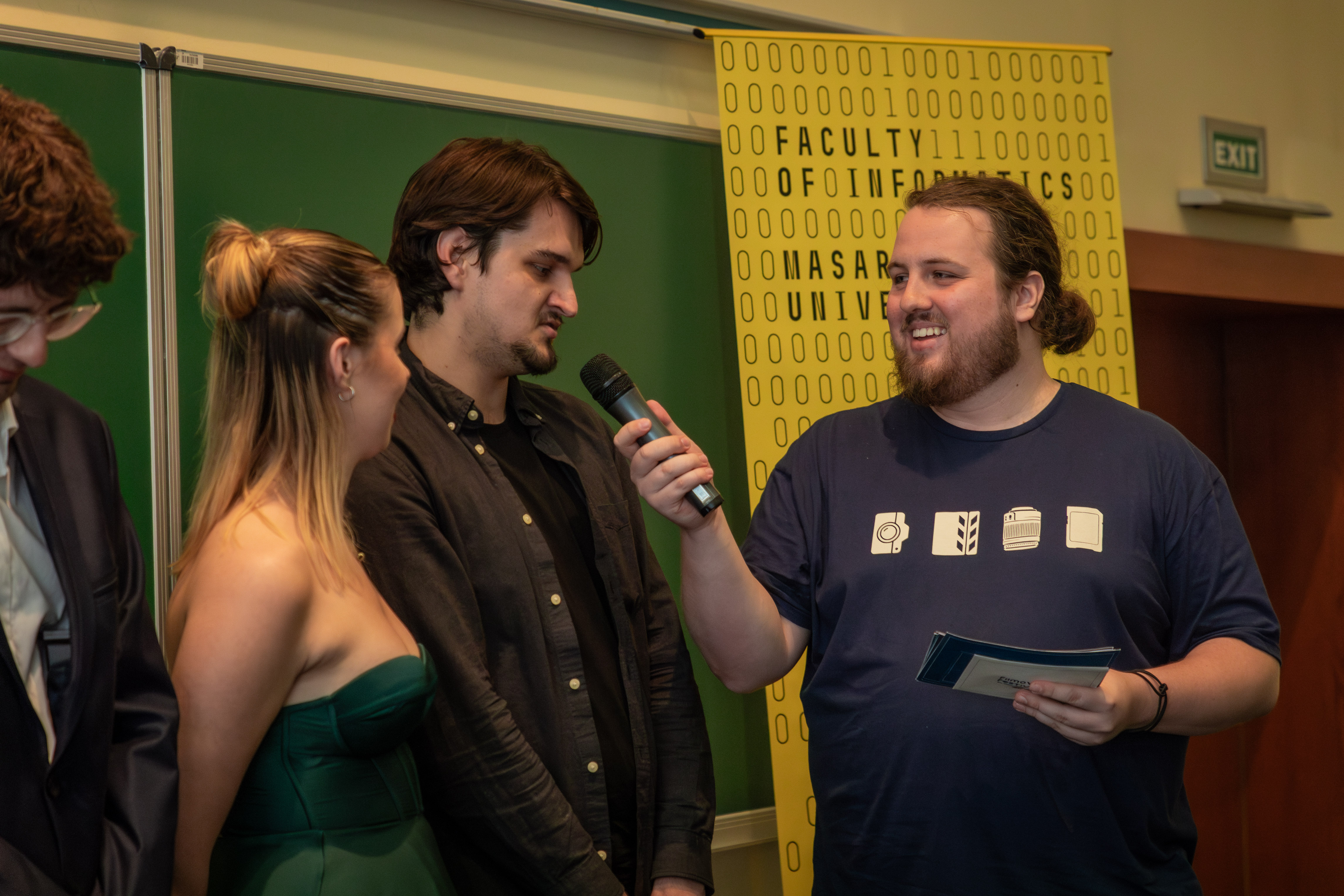
Předávání cen 24. ročníku FFFI MU (Foto: Lea Králová)

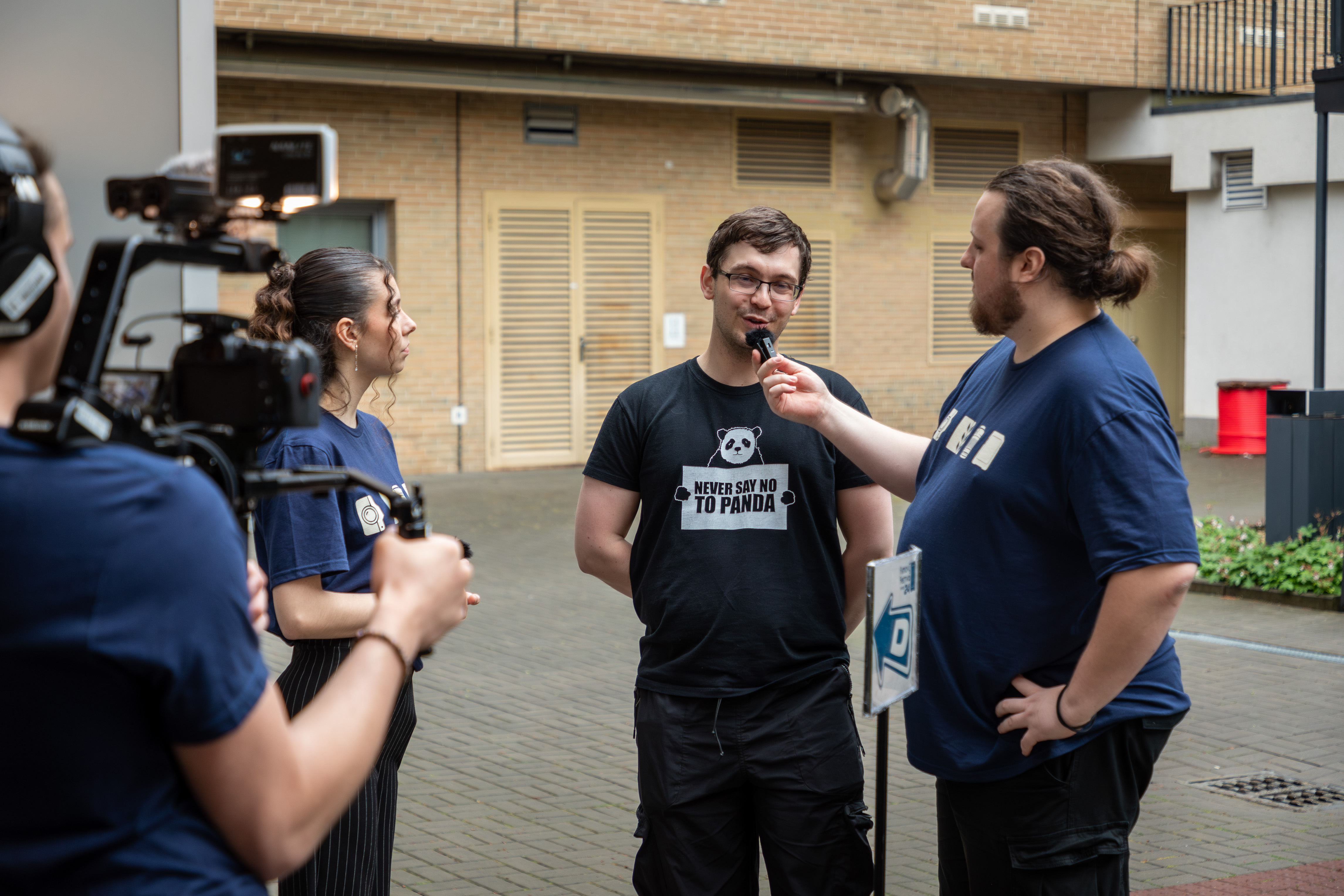
Rozhovor s návštěvníkem 24. ročníku FFFI MU (Foto: Lea Králová)

Filmový festival Fakulty informatiky Masarykovy univerzity (zkráceně FFFIMU, dříve pouze Filmový festival Fakulty informatiky) je festival krátkometrážních studentských snímků pořádaný od roku 2001 každoročně v květnu na Fakultě informatiky Masarykovy univerzity v Brně. Veřejnosti jsou na festivalu představovány filmy různých žánrů a technických přístupů vytvořené studenty v rámci výuky v technickém zázemí Laboratoře elektronických multimediálních aplikací (LEMMA). Festival se koná v budově fakulty informatiky a mezi 16. a 23. ročníkem i v Univerzitním kině Scala, s pravidelnou účastí cca 800–1000 návštěvníků. Záštitu nad ním tradičně přebírá děkan Fakulty informatiky a od roku 2011 rovněž primátor města Brna.

## Organizace festivalu

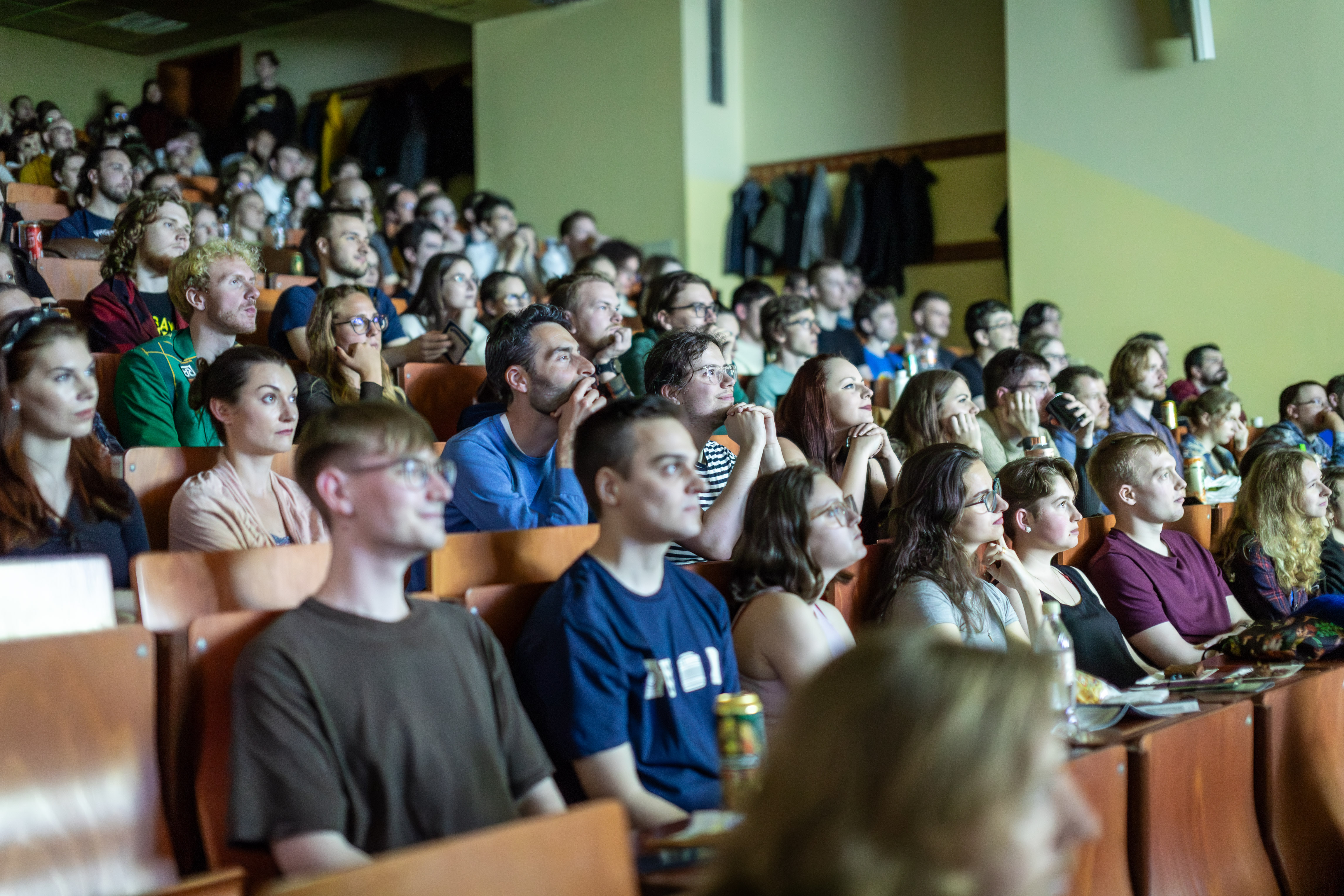
Festivalový večer 24. ročník (Foto: Lea Králová)

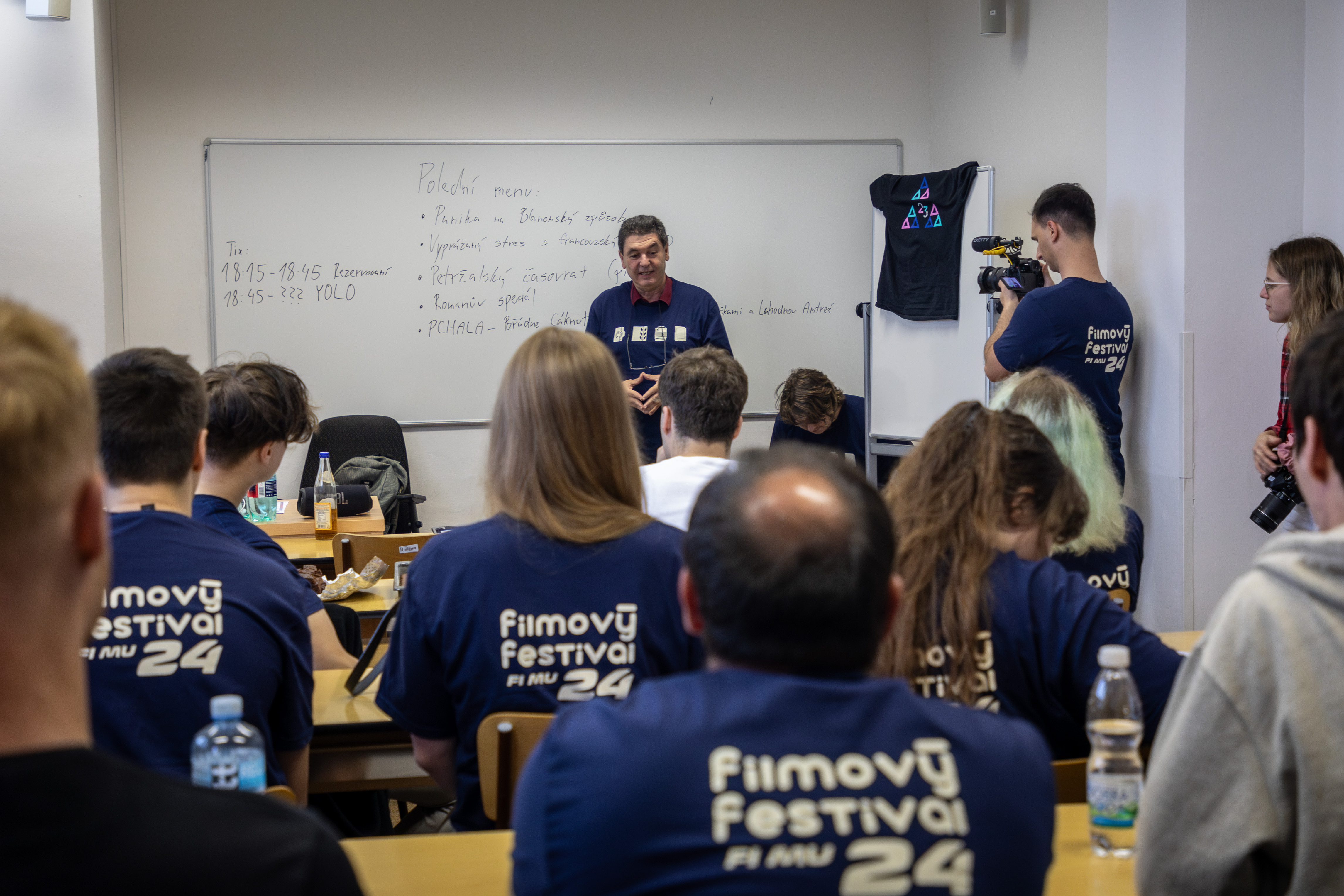
Závěrečná porada studentů s docentem Sojkou před zahájením festivalu (Foto: Lea Králová)

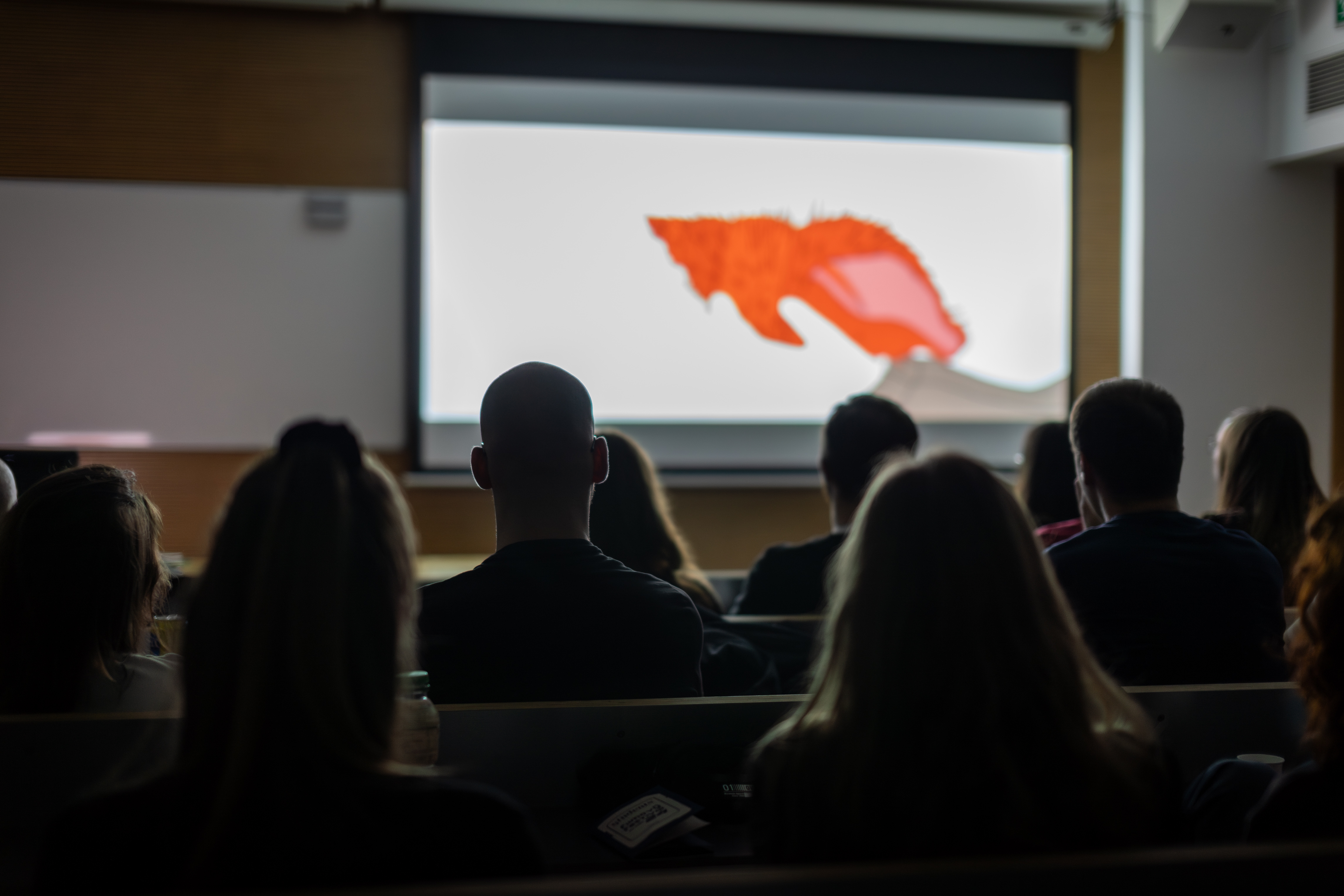
Promítání filmů 24. ročníku (Foto: Lea Králová)

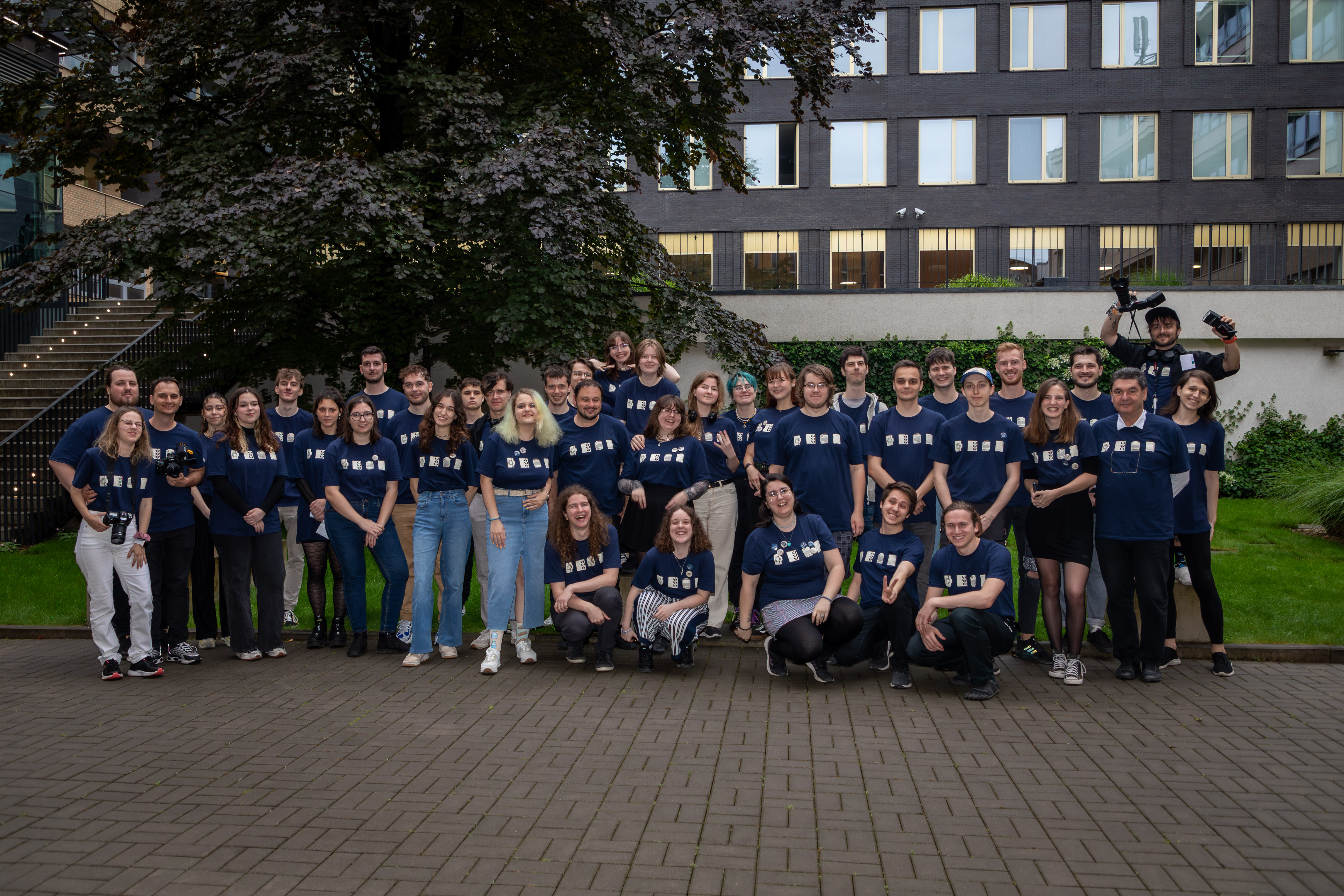
Skupinové foto organizátorů 24. ročníku (Foto: Lea Králová)

Festivalu se mohou typicky zúčastnit filmy do délky osmi minut vytvořené v posledních třech letech studenty a absolventy Masarykovy univerzity; nejčastěji vznikají v průběhu jednoho akademického roku v předmětech Základy filmové řeči a Produkce audiovizuálního díla vyučovaných na Fakultě informatiky pedagogy Petrem Sojkou a Robertem Králem. V kurzech studenti prochází celým tvůrčím procesem od námětů, přes literární a technické scénáře, produkci a střih až po postprodukci a zvládají práci scenáristů, režisérů, kameramanů, zvukařů, produkčních, střihačů, herců, kostymérů atd.
Jednoho ročníku se účastní přibližně dvacítka filmů. Nejlepší snímky jsou oceňovány odbornou porotou a hlasováním diváků v promítacích sálech. Vítězové si odnášejí finanční a věcné ceny od sponzorů a získávají putovní trofej – sošku Filmobola.
Na organizaci festivalu se podílejí sami studenti. Každý rok má festival své motto, které je ztvárněno v grafické podobě formou plakátů, letáků, festivalových brožur či vizuálu DVD a je zachyceno také v traileru. Zapojení studenti mají na starosti vyhledávání sponzorů, vztahy s veřejností, tvorbu propagačních materiálů, tvorbu webu, vytvoření traileru, vytvoření a natočení moderátorských vstupů, zajištění občerstvení a celkovou organizaci filmového večera, stejně jako kontrolu technické připravenosti promítání filmů. Od roku 2019 je festival otevřený také účasti externích filmů. Pravidelně jsou oslovovány střední školy a univerzity z celé republiky.

## Historie festivalu
Uspořádání prvního Filmového festivalu Fakulty informatiky v roce 2001 Petrem Sojkou bylo motivováno novými možnostmi digitálního zpracování videa a zájmem studentů produkovat své vlastní filmy a vyjadřovat se pomocí audiovizuálních médií filmovou řečí.
Čtvrtý ročník festivalu (2004) byl poprvé významněji propagován a byli získáni sponzoři. Zahájení festivalu bylo doprovázeno křtem multimediálního DVD, které bylo vydáno při příležitosti 10. výročí vzniku Fakulty informatiky Masarykovy univerzity.
Pátý ročník festivalu (2005) měl návštěvnost přes 400 diváků. Ke studijním účelům bylo vytvořeno festivalové DVD, které bylo dáno k dispozici v knihovně fakulty informatiky.
Filmový festival v roce 2006 nabídl návštěvníkům žánry od dokumentů, přes umělecký film, sci-fi, thriller po komedii. S jednoznačným náskokem hlasů vyhrála u diváků i u odborné poroty komedie Relace od Stanislava Hrabího.
První místo diváckého hlasování obsadilo v sedmém ročníku festivalu (2007) drama Lukáše Horáčka Krajina za duhou natáčený na hradě Špilberk, o jehož vzniku informovala i reportáž České televize. Odbornou porotou byl oceněn romantický snímek Neznámý Martiny Mišovičové a Michala Oravce.
V roce 2008 poprvé proběhl festival v rámci oslav Dies academicus. Tento rok se zapojili také herci JAMU a byla rozšířena spolupráce s dalšími fakultami Masarykovy univerzity. Vítězem osmého ročníku se v obou kategoriích stal film Prolínání režiséra Jana Fouska.
V devátém ročníku (2009) zvítězil Martin Kacvinský, který si se svým snímkem Vir CRT-2116 a jeho přemožitel získal diváky i odbornou porotu. V bonusové sekci představil svůj film Doprdelesvěta! pedagog Robert Král.
Jubilejní desátý ročník festivalu (2010) navštívilo přes 700 diváků. U diváků zvítězila komedie Michaely Miovské a Martina Bakeše s názvem Nebylo nebylo a mottem Jak by asi vypadaly pohádky, kdyby zmizeli kladní hrdinové. Porota ocenila stop-motion animaci [L]egoist Miroslava Kolárika.
Záštitu nad jedenáctým ročníkem festivalu (2011) převzal kromě děkana Fakulty informatiky Jiřího Zlatušky poprvé také primátor města Brna Roman Onderka. Promítané filmy byly také poprvé doprovázeny anglickými titulky. Nejvíce hlasů diváků získal animovaný film Mrkvička Jiřího Starého. Porota ocenila stop-motion videoklip Tomáše Knězka Don't stay outside.
Motto dvanáctého ročníku (2012) znělo „Film máme v krvi“. Představeno bylo množství netradičních žánrů (např. reklama, infospot, autobiografie) a u diváků nakonec zvítězila akční RPG-pixilace Epic Quest I Radka Gomoly. Odbornou porotu si získal snímek Lež.org Radima Urbáška a Tomáše Hůska.
Trailer třináctého ročníku (2013) festivalu se nesl ve stylu hollywoodských trháků s heslem „Letos to bude trhák!“. Diváci si zvolili za vítěze Jana Kutila a jeho kontroverzní snímek Shit Happened. Odborná porota ocenila drama Zdeňky Sitové s názvem Jana, zfilmované na základě skutečné události z roku 1969.
Čtrnáctý ročník Filmového festivalu Fakulty informatiky s mottem – „…a přece se točí!“ – proběhl v Brně 15. května 2014 v rámci oslav 95. výročí založení Masarykovy univerzity. Vítězem 14. ročníku se stala komedie Výjimka v překladu režiséra Jana Patera, která získala jak cenu diváků, tak cenu poroty.
Patnáctý ročník festivalu nesl jednoduché heslo – „Střih!“ – jako poctu všem filmovým střihačům. Konal se 15. května 2015 v budově nově zrekonstruované Fakulty informatiky. Cenu diváků si odnesla parodie trailerů hollywoodských blockbusterů Shitman: A New Hero Is Born bratrů Briškárů. Cenu odborné poroty si odnesla komediální adaptace řecké báje se stejnojmenným názvem Pygmalion režiséra Tomáše Schmidla.
Šestnáctý ročník Filmového festivalu Fakulty informatiky (2016) lákal diváky pomocí sloganu „Chceš to taky?”. Festival se konal dne 20. května a vůbec poprvé ve své historii se odehrával na dvou místech zároveň. Tradičně v prostorách Fakulty informatiky, nově pak v Univerzitním kině Scala. Diváci jako nejoblíbenější film zvolili komedii Vysněná domácnost od režiséra Michala Humaje. Cenu odborné poroty získal originálně zpracovaný snímek Jakuba Špiříka a Jana Szlauera cute_cats.avi. 
Sedmnáctý ročník se konal sedmnáctého května roku 2017. Mottem se stalo "Pohni obrazem". I letos byl festivalový stream přenášen z domovské Fakulty informatiky do Univerzitního kina Scala. Cenu odborné poroty si odnesl humorný multižánrový snímek Lýdie Palečkové Co se dělo ve škole, zatímco téměř tisícovce diváků se nejvíce líbil film Gin Františka Kovaříka. 
Osmnáctý ročník festivalu se uskutečnil 18. května 2018. Jak je již zvykem, promítal se jak na Fakultě informatiky MU tak v Univerzitním kině Scala. Tento ročník se pyšnil hravým mottem "Vybarvi se". V barevném duchu se tak nesly veškeré festivalové plakáty, které byly do posledního ručně malované. Diváci největším počtem hlasů ohodnotili videoklip Nelajkla mi status z dílny písničkáře Pavla Čadka. Cenu odborné poroty si pro změnu odnesla absurdní komedie Lindy Langerové s názvem Šelma.
19. ročník festivalu se konal v rámci 100. výročí Masarykovy univerzity jako součást třídenního festivalu MUNIFE100. Hlavní program se tak slavnostně přesunul do prostor Univerzitního kina Scala, odkud se paralelně promítalo do přednáškových sálů Fakulty informatiky. I tento ročník se konal symbolicky 19. května, tentokrát ještě s výjimečným zahájením v čase 19.19, který symbolizoval rok založení Masarykovy univerzity. Mottem se tento rok stalo slovíčko "NIC", se kterým si organizátoři pohráli ve smyslu "Film nebo nic" apod. Výroční porota ocenila prvním místem a cenou 20 000 Kč snímek BaDumTss, diváci nejvíce ocenily IT komedii Jedničky a nuly a ve speciální kategorii profesionálních filmů zvítězil videoklip Mám upův syndrom. 
Jubilejní dvacátý ročník festivalu proběhl vzhledem k pandemii koronaviru formou online přenosu dne 22. 5. 2020. Naživo proběhlo pouze vyhlášení výsledků a předávání cen týden poté, bez živého publika. Téma ročníku bylo "Bez cenzury", název FF FI MU byl často stylizován jako F*** M*. Vítězi byli vyhlašováni ve třech kategoriích. Cenu generálního sponzora vyhrál komediální film Architektka od kolektivu Tucet špinavců. První místo u odborné poroty získalo atmosférické umělecké dílo 12 hodín režiséra Kristiána Grupače. V diváckém hlasování zvítězil Michal Románek s jeho parodickým konspiračním dokumentem ODHALENIE!!!!!!. 
Dvacátý první ročník festivalu proběhl rovněž online a jeho tématem bylo „Spojení“. Cílem bylo dát najevo, že festival již přes dvacet let spojuje studenty, lektory a všechny, kteří touží tvořit, a to i přes komplikace způsobené pandemií. Prvním místem poroty byl oceněn snímek Figurky Nikoly Minářové a cenu diváků získal film Semínko Ondřeje Kocara. 
Dvacátý druhý ročník, který proběhl 20. 5. 2022, nesl téma „Z jiné perspektivy“. Studenti se tentokrát rozhodli vsadit na individualitu vnímání a vytváření filmu. Hlavní cenu poroty získalo drama Tatiany Pavolkové s názvem Príliš veľa balónov a ocenění diváků si vysloužila komedie Parazit Jaroslava Vůjtka na motivy knihy Parkourista Evy Dolejšové.
Dvacátý třetí ročník festivalu proběhl 19. 5. 2023 a jeho téma bylo „Na hraně". Tuto slovní hříčku využili studenti v propagačních materiálech (něco „nahrané", někdo je „nahraný") i ve vizuálním stylu, kterému dominovala prisma. Hlavní cenu poroty získalo drama 4 režisérek s názvem VŽDY A VŠUDE (spolupracovaly Polina Kotova, Eva Novotná, Sára Vašičková a Barbora Zouharová) a cenu diváků si odnesla hororová komedie Mŕtvoly v lese 2 Doroty Palicové.
Dvacátý čtvrtý ročník proběhl 17. 5. 2024 a nesl téma zaměřené na lidskou i jakoukoliv další paměť s jednoduchým heslem "Tohle si zapamatuješ.". Cenu poroty si letos odnesl dystopický animovaný snímek V tomto domě zemřu (r. Adriana Bendžalová) a cenu diváků získal film Před očima tvůrčí skupiny Šárky Portešové a Martina Bertka, který byl inspirovaný skutečným zážitkem dědečka režisérky. Festival kvůli rekonstrukci Scaly tentokrát proběhl pouze na Fakultě informatiky. Pro diváky byly mimo standardní promítání v bloku D otevřeny také místnosti v bloku A. Nestandardně probíhalo také hlasování - diváci tentokrát místo hlasovacích lístečků rozhodovali o vítězi pomocí QR kódů.
Jubilejní dvacátý pátý ročník se uskutečnil netradičně v úterý 13. května. Tématem ročníku bylo Rozbij to!, inspirované demolicí budovy D na Fakultě informatiky. Motiv bourání hranic odkazoval na kreativitu studentských filmů, které často překračují zavedené normy a očekávání. Festival se poprvé konal nejen v prostorách budovy A a S Fakulty informatiky, ale také v centru Brna v multikině Velký Špalíček, čímž se otevřel širšímu publiku mimo univerzitní prostředí. Cenu diváků získal snímek Pravda o Brne od Stanislava Kemeňa, který humornou formou zpracovával konspirační teorii o tom, zda se všichni Brňané tajně nemění v šaliny. Poprvé v historii festivalu se podařilo jednomu autorovi vyhrát po druhé cenu poroty, tu si opět odnesla Sára Vašičková za film Notice of Readiness.

## Vítězné filmy[33]
| Rok  | Téma festivalu        | Vítěz ceny diváků              | Druhé místo             | Třetí místo                      | Čtvrté místo                        | Páté místo                        | Vítěz ceny poroty              | Druhé místo                   | Třetí místo                | Čtvrté místo                               | Páté místo                                      | Profesionální kategorie | Cena generálního sponzora |
| ---- | --------------------- | ------------------------------ | ----------------------- | -------------------------------- | ----------------------------------- | --------------------------------- | ------------------------------ | ----------------------------- | -------------------------- | ------------------------------------------ | ----------------------------------------------- | ----------------------- | ------------------------- |
| 2001 | -                     | Konec kamarádů v Čechách       | The top of the morning  | Procházka duhovým sadem          | -                                   | -                                 | -                              | -                             | -                          | -                                          | -                                               | -                       | -                         |
| 2002 | -                     | ?                              | ?                       | ?                                | ?                                   | ?                                 | ?                              | ?                             | ?                          | ?                                          | ?                                               | -                       | -                         |
| 2003 | -                     | ?                              | ?                       | ?                                | ?                                   | ?                                 | ?                              | ?                             | ?                          | ?                                          | ?                                               | -                       | -                         |
| 2004 | -                     | ?                              | ?                       | ?                                | ?                                   | ?                                 | ?                              | ?                             | ?                          | ?                                          | ?                                               | -                       | -                         |
| 2005 | -                     | Má hlad                        | Naplno                  | Maková baletka                   | Ztracený mobil                      | Příběh o krásné ženě a malém muži | -                              | -                             | -                          | -                                          | -                                               | -                       | -                         |
| 2006 | -                     | Relace                         | R.U.M.                  | A jak to vidíte vy?              | Evoluce                             | Koření života                     | Relace                         | Brno Paradajz                 | Herculáneum; Koření života | Herculáneum; Koření života                 | Evoluce                                         | -                       | -                         |
| 2007 | -                     | Krajina za duhou               | le'GO                   | My God is TV; Tajná přání; Havaj | My God is TV; Tajná přání; Havaj    | My God is TV; Tajná přání; Havaj  | Neznámy                        | Krajina za duhou              | Havaj                      | Oči                                        | le'GO                                           | -                       | -                         |
| 2008 | -                     | Prolínání                      | Péťa a Petr             | Narozeniny                       | Hledala maleny                      | Vesmírní zombííí                  | Prolínání                      | Narozeniny                    | Péťa a Petr                | Pěkná ústa, oči zelené                     | Hledala maleny                                  | -                       | -                         |
| 2009 | -                     | Vir CRT-2116 a jeho přemožitel | Anděl & Ďábel           | Noetikon                         | Sám                                 | Erupce Vášně                      | Vir CRT-2116 a jeho přemožitel | Pokušení                      | Sám                        | Portrét                                    | Noetikon                                        | -                       | -                         |
| 2010 | -                     | Nebylo nebylo                  | [L]egoist               | Usínání                          | Reklama na tělový krém Milan        | Každodenní cesta do školy         | [L]egoist                      | Nebylo nebylo                 | Každodenní cesta do školy  | Čekárna                                    | Odcizení                                        | -                       | -                         |
| 2011 | -                     | Mrkvička                       | Don't stay outside      | Včerejší horoskop                | Moji noční známi                    | Sprcha, úsměv, sprcha             | Don't stay outside             | Sprcha, úsměv, sprcha         | Mrkvička                   | Moji noční známi                           | Včerejší horoskop                               | -                       | -                         |
| 2012 | Film máme v krvi      | Epic Quest I.                  | Nebojte se do knihovny  | lež.org                          | Ultrakontinuum                      | První jarní den                   | Lež.org                        | Již brzy                      | Ultrakontinuum             | Epic Quest I.                              | Nebojte se do knihovny                          | -                       | -                         |
| 2013 | Letos to bude trhák!  | Shit Happened                  | Jana                    | Kybersvět                        | 8 minut pornografie                 | Cesta slávy                       | Jana                           | 8 minut pornografie           | Cesta slávy                | Obrazárium                                 | Kybersvět; Príbehy ZKM                          | -                       | -                         |
| 2014 | ...a přece se točí!   | Výjimka v překladu             | Energy                  | Patálie kocourka Ojocha          | Fallen Angel                        | Cestujúci                         | Výjimka v překladu             | Fallen Angel                  | Energy                     | Other inside                               | Půlnoční rozhovor                               | -                       | -                         |
| 2015 | Střih!                | Shitman: A New Hero Is Born    | Pygmalion               | SMS                              | Charlie the Bunny Eating Tiny Sushi | Archie, the Gender Fighter        | Pygmalion                      | Ňitř                          | Lifeless                   | Špatná volba; Shitman - A New Hero Is Born | Špatná volba; Shitman - A New Hero Is Born      | -                       | -                         |
| 2016 | Chceš to taky?        | Vysněná domácnost              | Distingovaný pán        | Game of Phones                   | Příliš velký apetit                 | Můžeš nesouhlasit                 | cute_cats.avi                  | Game of Phones                | Distingovaný pán           | Příliš velký apetit; Vysněná domácnost     | Příliš velký apetit; Vysněná domácnost          | -                       | -                         |
| 2017 | Pohni obrazem         | Gin                            | TRANS(AP)PARENT 87      | Lepší než Karkulka               | Co se dělo ve škole                 | Jednosmerný lístok                | Co se dělo ve škole            | TRANS(AP)PARENT 87; Gin       | TRANS(AP)PARENT 87; Gin    | Skate'n'roll                               | Pár                                             | -                       | -                         |
| 2018 | Vybarvi se            | Nelajkla mi status             | Pět fází smutku         | Orion                            | Šelma                               | Věštecká agentura                 | Šelma                          | Orion                         | Nelajkla mi status         | Plíčky                                     | Three may keep a secret if two of them are dead | -                       | -                         |
| 2019 | NIC                   | Jedničky a nuly                | BaDumTss                | Nekonečná osmička                | Dušan                               | Přítel                            | BaDumTss                       | Přítel                        | Jedničky a nuly            | Nekonečná osmička                          | Teo                                             | Mám upův syndrom        | -                         |
| 2020 | Bez cenzury           | ODHALENIE!!!!!!                | Architektka             | Staň se mlátičkou                | ONETAKE                             | Čaroděj                           | 12 hodín                       | SZÖRÖMENABÜT; ONETAKE         | SZÖRÖMENABÜT; ONETAKE      | Patrikove dobrodružstvá                    | Pidgeon Wars; Proti Gravitaci                   | -                       | Architektka               |
| 2021 | Spojení               | Semínko                        | Dnes nepřestupuj        | Nedokončený                      | Last Of The Štamgasts               | Rande                             | Figurky                        | Dnes nepřestupuj              | GREEN DEAL                 | Jedenáct Polen; Dům č. 59                  | Jedenáct Polen; Dům č. 59                       | -                       | -                         |
| 2022 | Z jiné perspektivy    | Parazit                        | Práskač                 | Nôž                              | Na jednu noc                        | TRUBEC 87                         | Príliš veľa balónov            | Sestry                        | Parazit                    | Na jednu noc; Nôž                          | Na jednu noc; Nôž                               | -                       | -                         |
| 2023 | Na hraně              | Mrtvoly v lese 2               | Nosičhoven in da haus   | Koleje                           | -                                   | -                                 | VŽDY A VŠUDE                   | Ty, která snímáš hříchy světa | Na prahu                   | -                                          | -                                               | -                       | -                         |
| 2024 | Tohle si zapamatuješ! | Před očima                     | Anonymný švédsky obchod | V tomto domě zemřu               | Průlet                              | Tripujem na chodníku              | V tomto domě zemřu             | Pod osmnáct                   | Tripujem na chodníku       | ve sračkách                                | Před očima                                      | -                       | -                         |
| 2025 | Rozbij to!            | Pravda o Brne                  | Dokonalá chuť           | Končí léto                       | Orevuá                              | Berounka                          | Notice of Readiness            | Za hranicí stínu              | Končí léto                 | Dokonalá chuť                              | Chopin: Nocturne Op.9 No.2 in E-Flat Major      | -                       | -                         |